# Рябинівка
Рябинівка (біл. вёска Рабінаўка) — село в складі Борисовського району Мінської області, Білорусь. Село підпорядковане Велятичівській сільській раді, розташоване в північно-східній частині області.